# Přírodovědecká fakulta Univerzity Karlovy
Přírodovědecká fakulta Univerzity Karlovy (PřF UK, lat. Facultas Rerum Naturalium) je jedna ze 17 fakult Univerzity Karlovy.
Vznikla v roce 1920 oddělením přírodovědeckých a matematických oborů od tehdejší filosofické fakulty. V meziválečném období došlo k značnému rozvoji a na její půdě působila celá řada významných osobností. Fakulta a její areál na pražském Albertově byly svědky důležitých dějinných událostí, studentské manifestace v listopadu 1939 a o padesát let později listopadové demonstrace studentů 17. listopadu 1989.

## Historie

### Vznik
Na pražské univerzitě se již od jejího vzniku vyučovaly některé přírodovědné obory a s univerzitou je spjata celá řada významných středověkých osobností z oblasti biologie člověka, botaniky, astronomie, chemie a dalších oborů. Dlouhou dobu však v Praze nebyla vysokoškolská instituce, jež by se na výuku přírodovědy zaměřovala. Její roli zastávala zejména pražská polytechnika, případně lékařská a filosofická fakulta UK. Na počátku 20. století se začalo uvažovat o vytvoření svébytné přírodovědecké fakulty, a to jejím odštěpením z existující filosofické fakulty. První návrh tohoto typu byl podán profesorským sborem v roce 1908 a jeho obrysy se začaly realizovat zejména v souvislosti s výstavbou nového areálu na Albertově a Karlově. Uskutečnění tohoto plánu zbrzdila první světová válka a fakulta tak oficiálně vznikla až 24. června 1920. Výuka na fakultě byla zahájena od zimního semestru 1920/21 a prvním děkanem fakulty se stal matematik Karel Petr. Absolventům byl udělován titul RNDr.

### 1920–1945

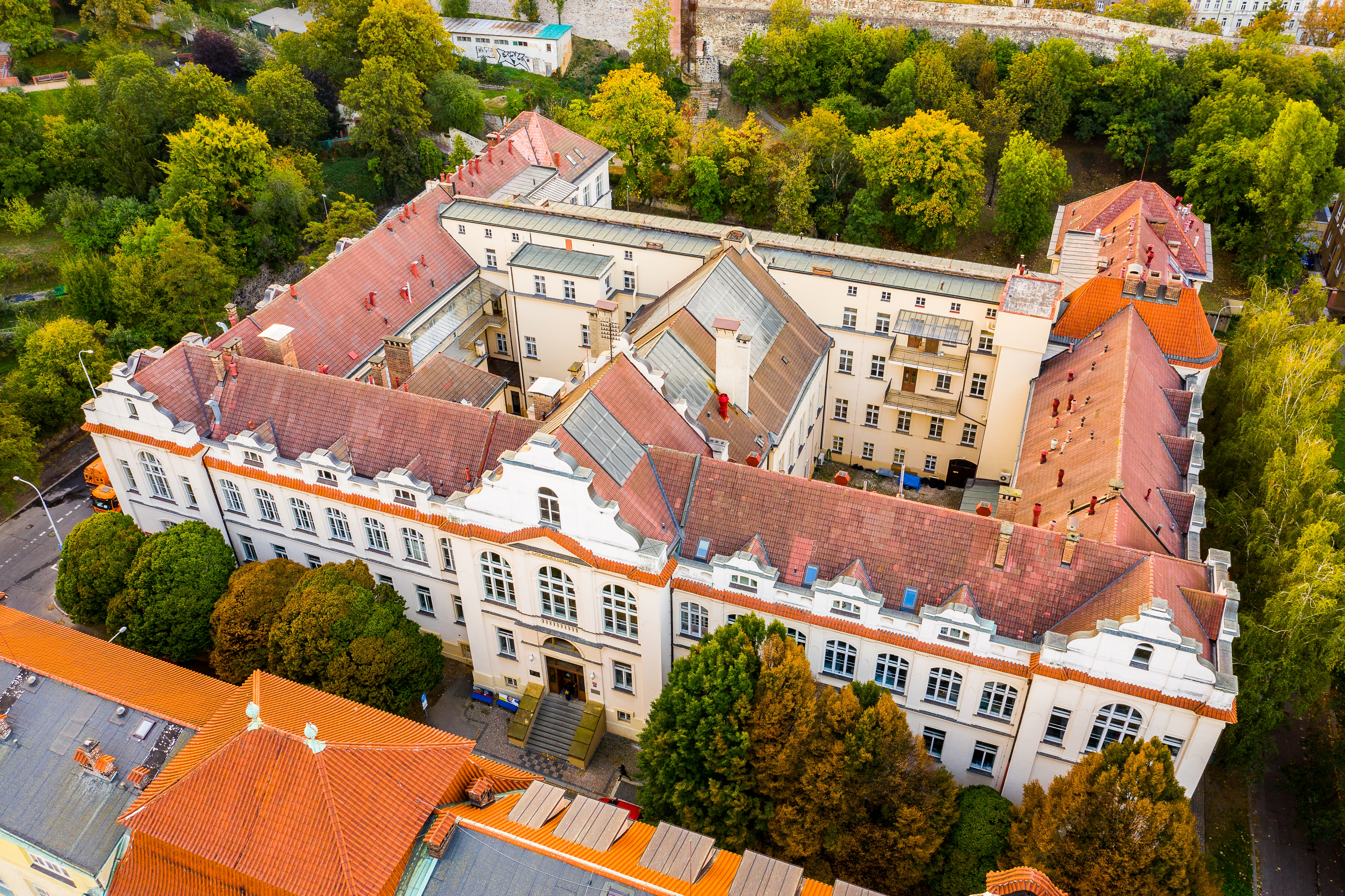
Budova chemických ústavů Hlavova 8, Praha 2

U zrodu přírodovědecké fakulty stáli profesoři mladší generace, jako byl Bohumil Němec, František Slavík a Karel Petr. První jmenovaný se o to zasadil mimo jiné jako poslanec Národního shromáždění. Mimo biologické, chemické a geologické obory se v této době na Přírodovědecké fakultě vyučovaly také matematika, fyzika, meteorologie, klimatologie a konečně také farmacie. Z významných osobností PřF UK té doby není možné zapomenout na Jaroslava Heyrovského, objevitele polarografie a zároveň jediného přednášejícího českých vysokých škol, jenž získal Nobelovu cenu (za chemii, 1959). Jiným významných chemikem, jenž na fakultě působil, byl v této době Bohuslav Brauner, propagátor periodické soustavy. V meziválečném období patřila pražská přírodovědecká fakulta úrovní svých absolventů mezi nejvýznamnější instituce tohoto typu v Evropě a tento význam se již nikdy nepodařilo plně obnovit. V roce 1939 měla fakulta 18 ústavů a čtyři semináře, zajišťujících čtyři základní oblasti: vědy exaktní (matematika a fyzika), chemické, biologické a geologii s geografií. 17. listopadu 1939 do života fakulty zasáhlo celoplošné uzavření českých vysokých škol zákrokem německé okupační moci. (Záminkou k tomuto kroku byla mimochodem právě studentská manifestace na Albertově.) Šest pedagogů fakulty se v následujících letech stalo obětí nacistické okupace.

### 1945–1989
Na jaře 1945 byla spolu s českým vysokým školstvím obnovena i přírodovědecká fakulta a vyučování započalo 18. 6. 1945. Stovky posluchačů a rychlé obnovování poničených či rozkradených sbírek představovaly slibnou budoucnost. Po únorovém převratu v roce 1948 však byla celá oblast vědy a výzkumu podřízena sovětskému modelu, přičemž se kladl důraz na vzdělávací roli vysokých škol.

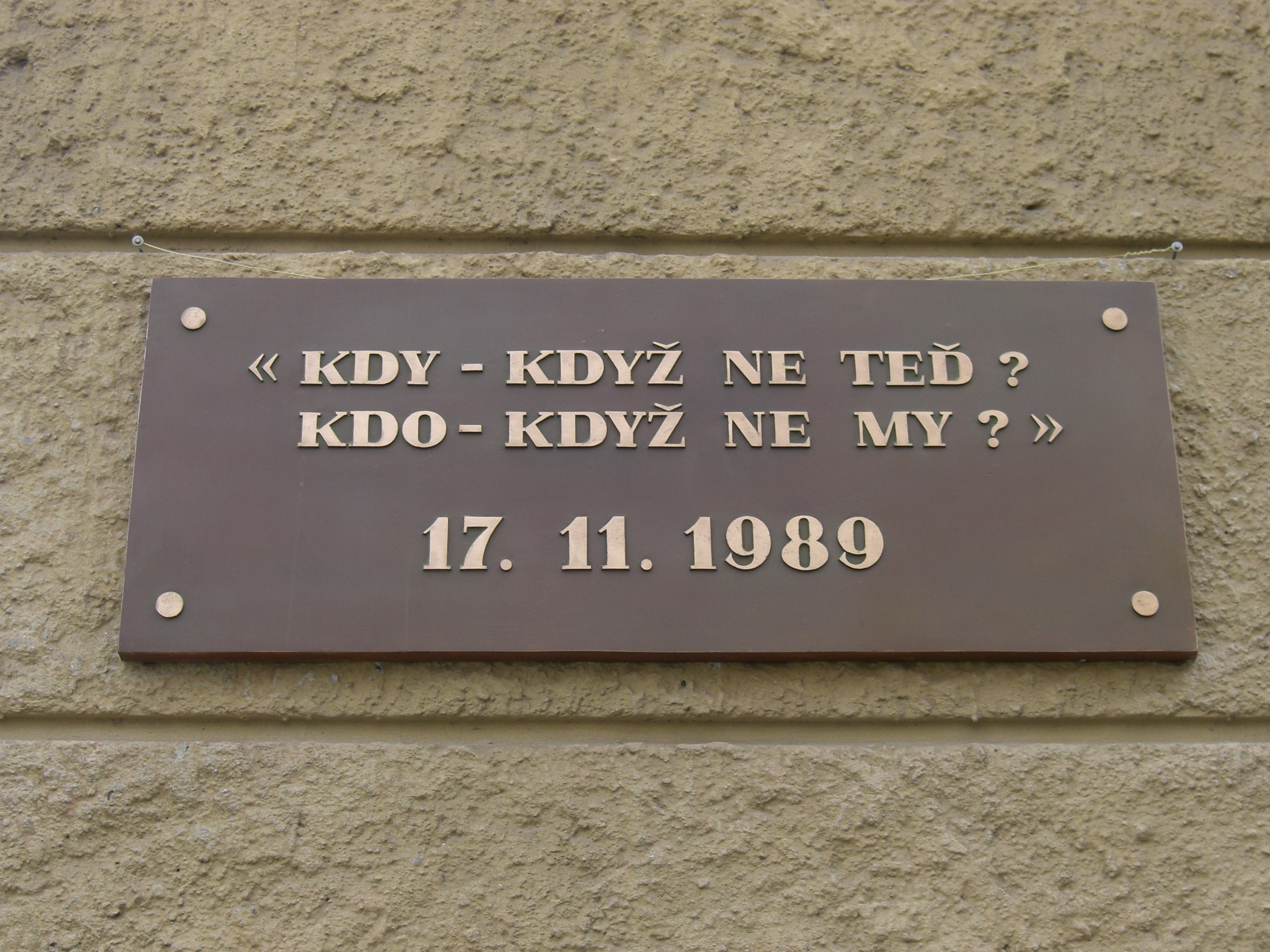
Pamětní deska na místě, kde se sešli 17. listopadu 1989 demonstrující studenti

 Bylo vyloučeno 15 % studentů a celá řada pedagogů a byly cíleně upřednostňovány jisté vědní směry (lysenkismus), zatímco jiné byly odmítány (kybernetika). V padesátých letech došlo k celé řadě administrativních změn: z fakulty byla vyčleněna výuka farmacie a později také matematiky a fyziky (za vzniku samostatných fakult), jednotlivé fakultní ústavy byly přeměněny na katedry a v roce 1959 získala fakulta přibližně stejnou organizační podobu, jakou má dodnes. V těžké době politicko-společenských změn na fakultě působila celá řada významných osobností, avšak fakulta (i v období normalizace) spíše stagnovala.

### Od 1989
V listopadu 1989 se právě před děkanátem přírodovědecké fakulty na Albertově sešla studentská demonstrace, jež nakonec přerostla v celonárodní událost. Ostatně studentem fakulty byl i jeden z jejich předáků, Šimon Pánek. Došlo k obrodnému hnutí a všichni pedagogové museli obhajovat své pozice. V devadesátých letech došlo k rozvoji nabízených studijních oborů a k navázání dlouho omezované mezinárodní spolupráce se západními institucemi. Dotvořila se také struktura fakulty tak, jak je známa dnes. Od akademického roku 1988/89 probíhá přednáškový cyklus Biologické čtvrtky ve Viničné, který je pro studenty i pro veřejnost.

## Studium

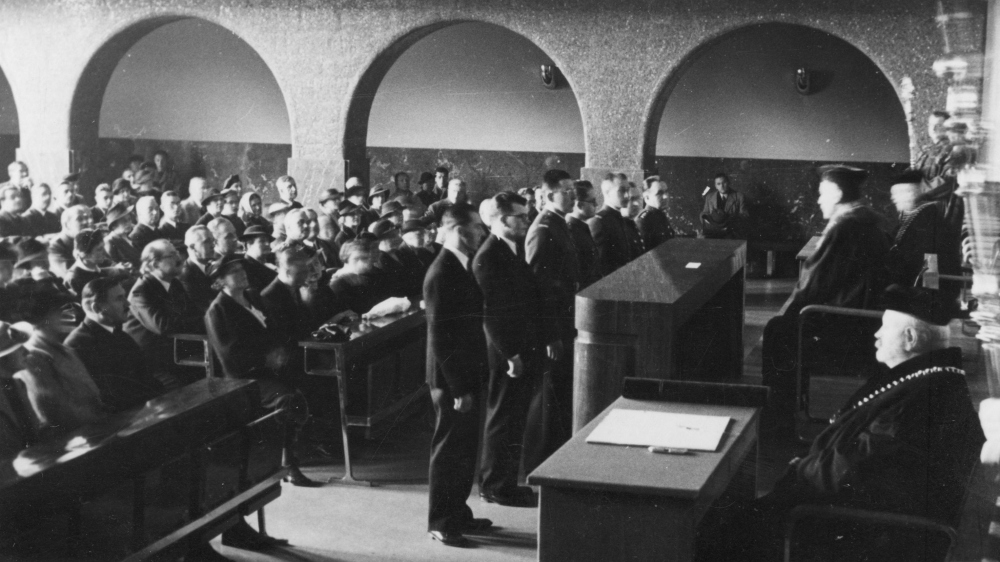
Promoce Bohuslava Brouka na přírodovědecké fakultě UK (8. října 1937).

Přírodovědná fakulta UK poskytuje bakalářské a magisterské studium biologických, geografických, geologických, chemických a environmentálních předmětů (ostatním přírodním vědám se věnuje MFF UK). Studium se uskutečňuje prezenční formou a může být buď jednooborové, sloužící k výchově vědeckých a odborných pracovníků, či víceoborové, které se týká zejména studia učitelství všeobecně vzdělávacích předmětů. Výuka probíhá tzv. kreditovým systémem v souladu s pravidly European Credit Transfer System, jež usnadňují uznání předmětů po studijních pobytech v zahraničí. V 34 bakalářských a 55 navazujících magisterských studijních programech studuje přibližně 4 000 posluchačů.

## Organizační struktura

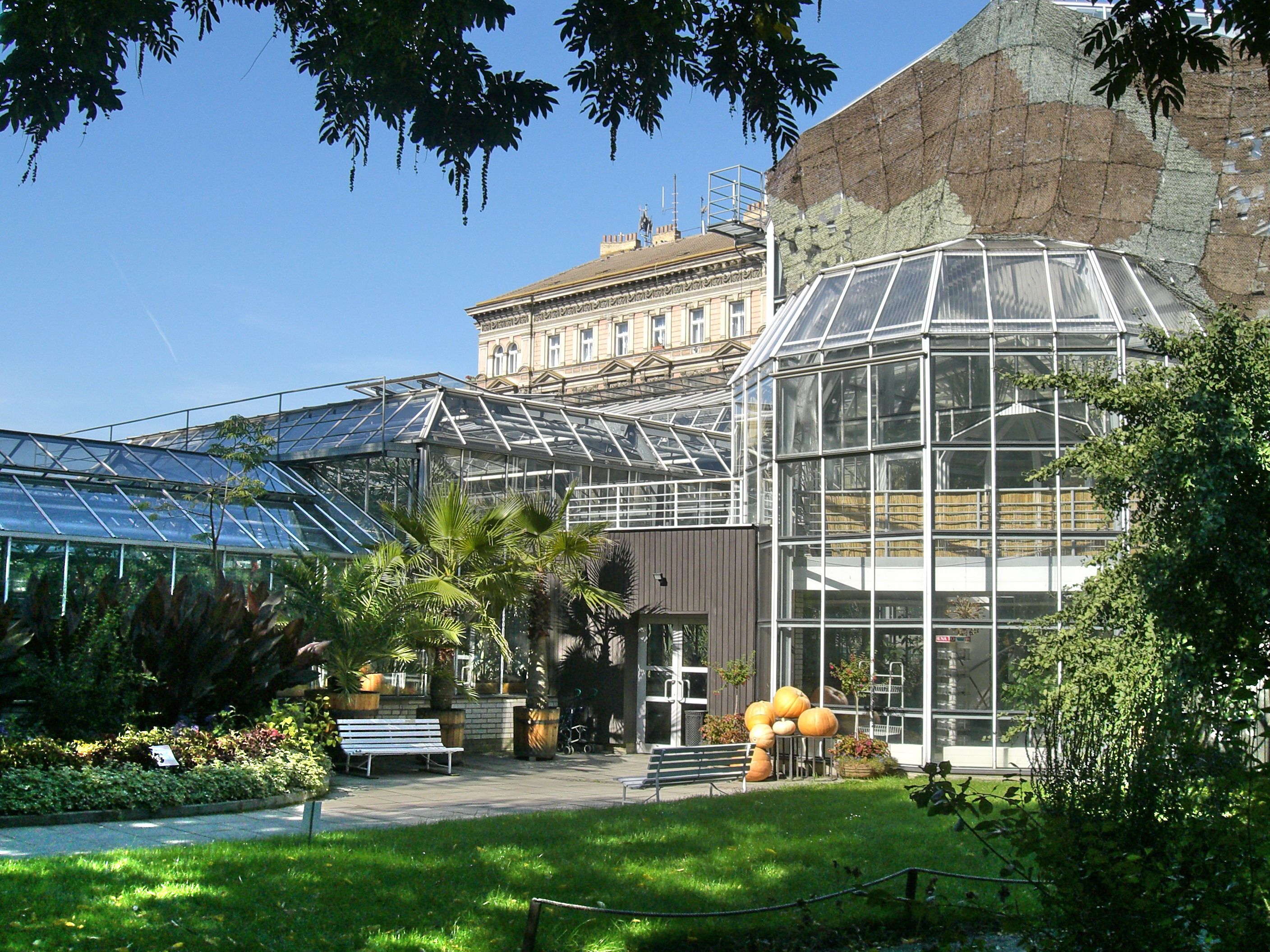
Skleníky Botanické zahrady Přírodovědecké fakulty Univerzity Karlovy v Praze, Na Slupi, Praha 2

Přírodovědecká fakulta má přibližně 800 zaměstnanců, z toho přes 600 akademiků. Na fakultě studuje téměř 4000 studentů bakalářského a magisterského studie a 750 postgraduálních studentů (2022).
Fakulta se skládá ze čtyř sekcí. Tou nejpočetnější je sekce biologie s 2400 studenty. Sekce chemie má 1100 studentů, sekce geografie 900 a sekce geologie 700 studentů. Pod geologii spadá navíc Ústav pro životní prostředí, kde studuje dalších 300 studentů.
K přírodovědecké fakultě je přidružena i Botanická zahrada Univerzity Karlovy, Hrdličkovo muzeum člověka, Chlupáčovo muzeum historie Země, Mapová sbírka, Mineralogické muzeum. Botanická zahrada Univerzity Karlovy vznikla v roce 1898 a má rozlohu 3,5 hektaru. Hrdličkovo muzeum vzniklo z podnětu antropologa Aleše Hrdličky za podpory prezidenta Masaryka ve 30. letech 20. století. Výstavní část je přístupná veřejnosti, depozitář slouží výuce a výzkumu.
| Biologická sekce | Chemická sekce | Geografická sekce | Geologická sekce | Celofakultní pracoviště                                                                  |
| --- | --- | --- | --- | ---------------------------------------------------------------------------------------- |
| Katedra: - antropologie a genetiky člověka - botaniky - buněčné biologie - ekologie - experimentální biologie rostlin - filosofie a dějin přírodních věd - fyziologie - genetiky a mikrobiologie - parazitologie - učitelství a didaktiky biologie - zoologie | Katedra: - analytické chemie - anorganické chemie - biochemie - fyzikální a makromolekulární chemie - organické chemie - učitelství a didaktiky chemie | Katedra: - aplikované geoinformatiky a kartografie - demografie a geodemografie - fyzické geografie a geoekologie - sociální geografie a regionálního rozvoje | Ústav: - geochemie, mineralogie a nerostných zdrojů - geologie a paleontologie - hydrogeologie, inženýrské geologie a užité geofyziky - petrologie a strukturní geologie - pro životní prostředí | Botanická zahrada Katedra tělesné výchovy Ústav aplikací matematiky a výpočetní techniky |

## Výzkum
Přírodovědecká fakulta UK se zabývá výzkumem v širokém spektru environmentálních, geologických, chemických a biologických disciplín. V posledních letech každoročně pracovníkům a studentům PřF UK vychází kolem 1200 článků v mezinárodních časopisech. Ve svých materiálech fakulta uvádí, že v posledních letech vzrůstá počet článků zveřejněných v impaktovaných periodikách. Přírodovědecká fakulta se umísťuje na předních místech v každoročním hodnocení výsledků výzkumných organizací v ČR, jež je zveřejňováno Radou pro výzkum, vývoj a inovace. V roce 2009 i 2010 ji v celkovém bodovém hodnocení výrazně předstihla jen Matematicko-fyzikální fakulta UK a také Fyzikální ústav AV ČR; Přírodovědecká fakulta MU získala v obou letech přibližně stejný počet bodů jako PřF UK. Fakulta je řešitelem či spoluřešitelem deseti výzkumných záměrů (stav k r. 2009) a výzkum byl z velké části financován právě z financí na tyto výzkumné záměry. Dalším zdrojem prostředků je financování tzv. výzkumných center.
Výzkumnými záměry biologické sekce jsou „ekologické procesy v evoluci modelových skupin organismů“ a dále „signalizace a molekulární mechanismy buněčné odpovědi“, záměrem chemické sekce jsou „nové molekulární systémy pro pokročilé aplikace prospěšné pro zdraví a šetrné k životnímu prostředí“, výzkumný záměr geografické sekce se nazývá „geografické systémy a rizikové procesy v kontextu globálních změn a evropské integrace“ a geologickým výzkumným záměrem jsou „mechanismy transportu látek ve svrchních sférách země“.

## Seznam budov Přírodovědecké fakulty UK
1. Albertov 6: děkanát, geografie, geologie, ústav aplikací matematiky a výpočetní techniky [15]
2. Hlavova 8: chemie[16]
3. Viničná 7: biologie[17]
4. Viničná 5: biologie[18]
5. Benátská 2: biologie, životní prostředí[19]
6. Na Slupi 16: studijní oddělení[20]
7. Na Slupi 16: botanická zahrada[20]
8. Horská 3: výuka jazyků, geografie[21]
9. Albertov 8: děkanát[22]
10. Legerova 5: geografie[23]
11. Benátská 4: školka Rybička, Studentský klub Mrtvá ryba[24]
12. Bruslařská 10: tělesná výchova[25]